# Турниры претендентов по шахматам
Турниры претендентов — этап цикла соревнований на первенство мира по шахматам, где определяется соперник чемпиона мира в матче на первенство мира.
Проводились в 1950—1962 годах (в 1963—1983 заменены матчами претендентов) и в 1985 (в 1986 вновь отменены ФИДЕ). В это время всего было проведено 6 турниров. Допускались победители соответствующих межзональных турниров или турнира (1984) ФИДЕ (число их менялось) и участник, проигравший матч на первенство мира. С 1959 допускался также шахматист, занявший 2-е место в предыдущем турнире претендентов. В 2012 году ФИДЕ вновь вынуждена была вернуться к данной системе, разработать новые правила и регламент и провести турнир в 2013 году в Лондоне.
Турниры 1950—1956 и 2013—2016 проводились в два круга, 1959—1962 — в четыре, в 1985 — в один.

## Победители турниров претендентов
| №  | Год  | Город(а)              | Победитель       | Второе место        | Третье место     |
| -- | ---- | --------------------- | ---------------- | ------------------- | ---------------- |
| 1  | 1950 | Будапешт              | Давид Бронштейн  | Исаак Болеславский  | Василий Смыслов  |
| 2  | 1953 | Нойхаузен, Цюрих      | Василий Смыслов  | Давид Бронштейн     | Пауль Керес      |
| 3  | 1956 | Амстердам             | Василий Смыслов  | Пауль Керес         | Давид Бронштейн  |
| 4  | 1959 | Блед, Загреб, Белград | Михаил Таль      | Пауль Керес         | Тигран Петросян  |
| 5  | 1962 | Виллемстад            | Тигран Петросян  | Пауль Керес         | Ефим Геллер      |
| 6  | 1985 | Монпелье              | Рафаэль Ваганян  | Андрей Соколов      | Артур Юсупов     |
| 7  | 2013 | Лондон                | Магнус Карлсен   | Владимир Крамник    | Пётр Свидлер     |
| 8  | 2014 | Ханты-Мансийск        | Вишванатан Ананд | Сергей Карякин      | Владимир Крамник |
| 9  | 2016 | Москва                | Сергей Карякин   | Фабиано Каруана     | Вишванатан Ананд |
| 10 | 2018 | Берлин                | Фабиано Каруана  | Шахрияр Мамедьяров  | Сергей Карякин   |
| 11 | 2020 | Екатеринбург          | Ян Непомнящий    | Максим Вашье-Лаграв | Аниш Гири        |
| 12 | 2022 | Мадрид                | Ян Непомнящий    | Дин Лижэнь          | Теймур Раджабов  |
| 13 | 2024 | Торонто               | Доммараджу Гукеш | Хикару Накамура     | Ян Непомнящий    |